# Coupe de Serbie de football 2021-2022
Navigation
Coupe de Serbie 2020-2021 Coupe de Serbie 2022-2023
La Coupe de Serbie 2021-2022 est la 16e édition de la coupe nationale serbe. Elle prend place entre le 8 septembre 2021 et le 26 mai 2022.
Le vainqueur de la compétition se qualifie pour le troisième tour de qualification de la Ligue Europa 2022-2023.
Cette édition est remportée par l'Étoile rouge de Belgrade, qui décroche son deuxième titre consécutif, le cinquième en tout aux dépens du Partizan Belgrade lors de la finale et complète le doublé Coupe-Championnat.
Le vainqueur se qualifiant déjà pour la Ligue des champions 2022-2023 de par son titre de champion, la place qualificative pour la Ligue Europa 2022-2023 est redistribuée par le biais du championnat serbe.

## Format
Un total de 43 équipes prennent part à la compétition. Cela inclut l'intégralité des 32 clubs des deux premières divisions serbes lors de la saison 2020-2021. Les cinq derniers clubs participants sont quant à eux les différents vainqueurs des coupes régionales de la saison 2020-2021.
L'intégralité des confrontations se jouent sur une seule manche. Avant les quarts de finale, aucune prolongation n'est disputée en cas d'égalité à l'issue du temps règlementaire, la rencontre étant alors directement décidée par une séance de tirs au but.
Le vainqueur de la coupe se qualifie pour le troisième tour de qualification de la Ligue Europa 2022-2023. Si celui-ci est déjà qualifié pour une compétition européenne par un autre biais, cette place qualificative est redistribuée par le biais du championnat.

## Tour préliminaire
Un tour préliminaire est disputé afin de réduire le nombre de participants à 32 dans la perspective des seizièmes de finale. Cette phase marque le début de la compétition et concerne en tout 22 clubs, incluant les cinq vainqueurs des coupes régionales ainsi que les équipes classées entre la 2e et la 18e place dans la deuxième division 2020-2021.
| Date             | Locaux                               | Score             | Visiteurs                |
| ---------------- | ------------------------------------ | ----------------- | ------------------------ |
| 8 septembre 2021 | Sloga Požega (D3)                    | 4 - 1             | (D2) FK Kabel (en)       |
| 8 septembre 2021 | Mokra Gora (en) (D4)                 | 3 - 3 (7 - 8 tab) | (D2) Budućnost Dobanovci |
| 8 septembre 2021 | Borac Paraćin (D4)                   | 0 - 2             | (D2) OFK Žarkovo (en)    |
| 8 septembre 2021 | Radnički Belgrade (D3)               | 3 - 1             | (D3) Sloga Kraljevo (en) |
| 8 septembre 2021 | Jedinstvo Rumenka (D4)               | 0 - 3             | (D2) FK Loznica (en)     |
| 8 septembre 2021 | Trayal Kruševac (en) (D3)            | 1 - 0             | (D2) Grafičar Belgrade   |
| 8 septembre 2021 | Železničar Pančevo (en) (D2)         | 3 - 0             | (D3) Radnički Pirot      |
| 8 septembre 2021 | Radnički Sremska Mitrovica (en) (D2) | 0 - 1             | (D1) FK Kolubara         |
| 8 septembre 2021 | FK Zemun (D3)                        | 0 - 1             | (D3) Dinamo Vranje       |
| 8 septembre 2021 | Borac Čačak (D3)                     | 0 - 0 (2 - 4 tab) | (D3) FK Jagodina         |
| 8 septembre 2021 | FK Dubočica (en) (D3)                | 1 - 0             | (D2) IMT Belgrade        |

## Seizièmes de finale
Ce tour voit l'entrée en lice de l'ensemble des équipes restantes.
| Date             | Locaux                        | Score             | Visiteurs                     |
| ---------------- | ----------------------------- | ----------------- | ----------------------------- |
| 13 octobre 2021  | Radnik Surdulica (D1)         | 2 - 0             | (D1) Radnički 1923            |
| 13 octobre 2021  | Partizan Belgrade (D1)        | 3 - 0             | (D3) Trayal Kruševac (en)     |
| 14 octobre 2021  | Metalac Gornji Milanovac (D1) | 3 - 2             | (D2) OFK Žarkovo (en)         |
| 27 octobre 2021  | FK Loznica (en) (D2)          | 1 - 0             | (D1) FK Čukarički             |
| 27 octobre 2021  | Železničar Pančevo (en) (D2)  | 0 - 1             | (D1) Napredak Kruševac        |
| 27 octobre 2021  | Vojvodina Novi Sad (D1)       | 5 - 1             | (D3) FK Jagodina              |
| 27 octobre 2021  | Radnički Niš (D1)             | 1 - 0             | (D3) Dinamo Vranje            |
| 27 octobre 2021  | OFK Bačka (D2)                | 1 - 1 (3 - 2 tab) | (D1) Proleter Novi Sad        |
| 27 octobre 2021  | Mladost Lučani (D1)           | 2 - 3             | (D1) FK Kolubara              |
| 27 octobre 2021  | FK Novi Pazar (D1)            | 1 - 0             | (D2) Budućnost Dobanovci      |
| 27 octobre 2021  | Sloga Požega (D3)             | 0 - 1             | (D2) Rad Belgrade             |
| 27 octobre 2021  | Javor Ivanjica (D2)           | 2 - 1             | (D2) Mačva Šabac              |
| 27 octobre 2021  | Zlatibor Čajetina (D2)        | 0 - 4             | (D1) TSC Bačka Topola         |
| 27 octobre 2021  | Spartak Subotica (D1)         | 1 - 1 (4 - 5 tab) | (D3) FK Dubočica (en)         |
| 27 octobre 2021  | Radnički Belgrade (D3)        | 2 - 1             | (D1) Voždovac Belgrade        |
| 18 novembre 2021 | FK Inđija (D2)                | 0 - 1             | (D1) Étoile rouge de Belgrade |

## Huitièmes de finale
| Date              | Locaux                        | Score             | Visiteurs                     |
| ----------------- | ----------------------------- | ----------------- | ----------------------------- |
| 30 novembre 2021  | Radnički Belgrade (D3)        | 1 - 1 (2 - 3 tab) | (D1) Metalac Gornji Milanovac |
| 1er décembre 2021 | Rad Belgrade (D2)             | 1 - 0             | (D1) Napredak Kruševac        |
| 1er décembre 2021 | Radnik Surdulica (D1)         | 1 - 2             | (D2) FK Loznica (en)          |
| 1er décembre 2021 | TSC Bačka Topola (D1)         | 2 - 1             | (D1) FK Kolubara              |
| 1er décembre 2021 | FK Dubočica (en) (D3)         | 0 - 1             | (D1) Partizan Belgrade        |
| 2 décembre 2021   | FK Novi Pazar (D1)            | 2 - 0             | (D2) OFK Bačka                |
| 2 décembre 2021   | Javor Ivanjica (D2)           | 1 - 1 (1 - 4 tab) | (D1) Vojvodina Novi Sad       |
| 16 février 2022   | Étoile rouge de Belgrade (D1) | 0 - 0 (3 - 2 tab) | (D1) Radnički Niš             |

## Quarts de finale
| Date         | Locaux                        | Score | Visiteurs                     |
| ------------ | ----------------------------- | ----- | ----------------------------- |
| 6 avril 2022 | FK Novi Pazar (D1)            | 1 - 0 | (D1) Metalac Gornji Milanovac |
| 6 avril 2022 | Partizan Belgrade (D1)        | 2 - 0 | (D2) FK Loznica (en)          |
| 6 avril 2022 | Rad Belgrade (D2)             | 0 - 4 | (D1) Vojvodina Novi Sad       |
| 6 avril 2022 | Étoile rouge de Belgrade (D1) | 4 - 0 | (D1) TSC Bačka Topola         |

## Demi-finales
| Date        | Locaux                        | Score | Visiteurs               |
| ----------- | ----------------------------- | ----- | ----------------------- |
| 11 mai 2022 | Partizan Belgrade (D1)        | 2 - 1 | (D1) Vojvodina Novi Sad |
| 11 mai 2022 | Étoile rouge de Belgrade (D1) | 8 - 0 | (D1) FK Novi Pazar      |

## Finale
Pour la quatrième fois depuis 2017, la finale de la Coupe voit s'opposer les deux rivaux du « derby éternel » entre l'Étoile rouge de Belgrade et le Partizan Belgrade, qui ont respectivement remporté la compétition par quatre et sept fois. Les trois oppositions précédentes se sont soldées par deux victoires du Partizan en 2017 et 2019 tandis que l'Étoile rouge l'a emporté lors de la finale de l'édition précédente et se présente en tenant du titre.
La première mi-temps tourne à l'avantage de l'Étoile rouge qui ouvre la marque par l'intermédiaire de Aleksandar Katai à la 26e minute de jeu. Un but de Slobodan Urošević remet les deux équipes à égalité à l'heure de jeu avant que Katai n'inscrive un doublé à la 73e minute qui assure la victoire du Zvezda sur le score de 2-1 au terme du temps réglementaire. Ce succès permet à l'Étoile rouge de remporter un deuxième titre consécutif dans la compétition, le cinquième en tout, lui permettant dans la foulée de réaliser le doublé Coupe-Championnat.
| Entraîneur :    |
| Dejan Stanković |

| Entraîneur :          |
| Aleksandar Stanojević |

| Entraîneur :    |
| Dejan Stanković |

| Entraîneur :          |
| Aleksandar Stanojević |